# Sancho I. (León)

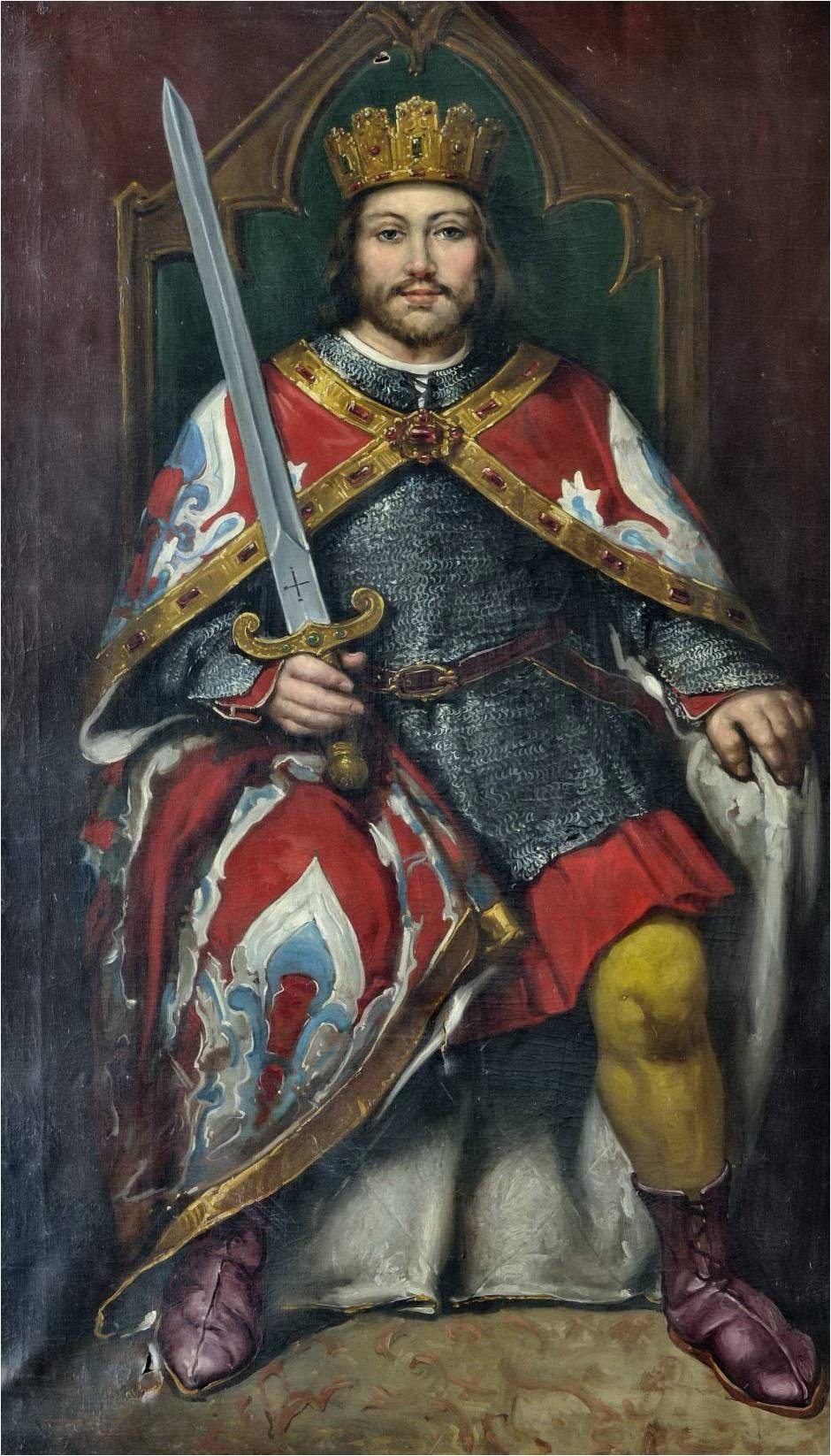
Phantasiebild von Sancho I. des Künstlers José María Rodríguez de Losada (1826–1896)

Sancho I. der Fette (el Craso) (* 935; † 966) war Sohn des Königs Ramiro II. von León und König von León (956–958 und 960–966).
Er folgte seinem Halbbruder Ordoño III. 956 auf den Thron und regierte bis zu seinem Tod, mit Ausnahme einer zweijährigen Unterbrechung von 958 bis 960, als Ordoño IV. ihn von der Herrschaft verdrängte. 
Zwei Jahre nach seiner Krönung wurde er von Adligen unter Führung des Grafen von Kastilien Fernán González abgesetzt und flüchtete nach Pamplona. Im Exil bei seiner Großmutter Toda von Navarra konnte Sancho die Unterstützung des Kalifen Abd ar-Rahman III. von Córdoba gewinnen. Mit Hilfe Navarras und der Araber eroberte er 959 Zamora und erlangte bald darauf auch seinen Thron zurück. Ordoño IV. musste fliehen, Fernán González wurde gefangen genommen.
Es kam jedoch zum Bruch mit dem Kalifen und daraufhin zu einem Bündnis Sanchos mit Navarra gegen ihn, das mit einem militärischen Misserfolg endete. Die letzten Jahre von Sanchos Herrschaft waren geprägt von einer immer größeren Eigenmächtigkeit kastilischer und galicischer Adelsfamilien.
Sancho I. wurde 966 vergiftet, und sein Sohn Ramiro III. folgte ihm auf den Thron.